# 41-й ближнебомбардировочный авиационный полк
41-й ближнебомбардировочный авиационный полк — авиационная воинская часть ВВС РККА бомбардировочной авиации в Великой Отечественной войне.

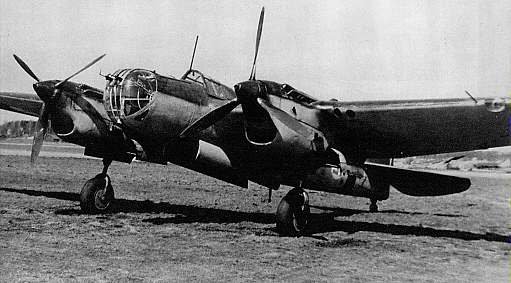
Самолет СБ стоял на вооружени полка с 1936 года. На нем полк воевал в Китае и в Финляндии.

## Наименование полка
В различные годы своего существования полк имел наименования:
- 41-й скоростной бомбардировочный авиационный полк[1];
- 41-й бомбардировочный авиационный полк[1];
- 41-й ближнебомбардировочный авиационный полк[1];
- 41-й штурмовой авиационный полк[2][1];
- 41-й штурмовой авиационный Воронежский полк[2][1];
- 41-й штурмовой авиационный Воронежский Краснознамённый полк[2][1].

## История и боевой путь полка
Полк сформирован 25 ноября 1936 года на базе войсковой части 4186 в Калинине на основании приказа НКО. После формирования полк вошел в состав 93-й авиационной бригады ВВС Московского военного округа на самолётах СБ.
К осени 1937 года полк был подготовлен к ведению боевых действий на самолётах СБ днем в сложных метеоусловиях и ночью в простых. По окончании подготовки 6 октября 1937 года полк составом 3-й эскадрильи был направлен в правительственную командировку в Китай, где пробыл до 10 ноября 1938 года. Полк составом 3-й эскадрильи участвовал в боях с японскими захватчиками в Китае. За период боевых действий было выполнено 3820 боевых вылетов, орденами награждены 163 человека, четверо удостоены звания Герой Советского Союза. В ноябре эскадрилья вернулась в состав полка.
К осени 1939 года полк всем составом в 65 самолётов произвел полковой вылет ночью по маршруту на расстояние 300 км с бомбометанием на полигоне с оценкой отлично. С 15 ноября 1939 года по 12 марта 1940 года полк всем составом в 53 самолёта СБ участвовал в советско-финляндской войне на Выборгском, Ревельском и Ухтинском направлениях в составе ВВС 9-й армии. Полк выполнил 2600 боевых вылетов днем и ночью, орденами награждены 70 человек, капитан Крюков удостоен звания Герой Советского Союза.
В составе действующей армии в советско-финляндской войне 41-й скоростной бомбардировочный авиаполк находился с 30 ноября 1939 года по 13 марта 1940 года.
В апреле 1940 года полк перебазировался в состав ВВС Закавказского военного округа на турецко-иранскую границу. 25 августа 1941 года полк по приказу Закавказского фронта полк принял участие в боевых операциях в Иране, где за три дня боевых действий выполнил 55 успешных боевых вылетов.
В составе действующей армии полк находился с 10 октября 1941 года по 11 января 1942 года.
С 13 октября 1941 года полк в составе ВВС 56-й армии приступил к боевым действиям на фронтах Великой Отечественной войны под Ростовом и Таганрогом по уничтожению танковой группировки генерала Клейста с целью задержать настпуающие войска противника и продвижение танковой группы. Боевые задачи полк выполнял днем в сложных метеорологических условиях в густой туман и без прикрытия истребителей при большой насыщенности истребительной авиации противника. Полк в таких условиях выполнил 268 боевых вылетов, сбросил 160 000 кг бомб и уничтожил 13 танков, 3 бронемашины, 11 самолётов противника на аэродромах, 50 автомашин, до 30 орудий артиллерии и 1300 солдат и офицеров противника. 29 ноября 1941 года за участие в освобождении города Ростова-на-Дону полк получил благодарность от Верховного Главнокомандующего. После ожесточенных боев 11 января 1942 года полк выведен в тыл на переформирование.
Прибыв в 5-й запасной авиационный полк 1-й запасной авиационной бригады ВВС Приволжского военного округа в Кинель-Черкассы Куйбышевской области полк переформирован в штурмовой на самолётах Ил-2. Полк комплектовался летчиками полка и летчиками военной приемки Воронежского авиазавода № 18 Наркомата авиационной промышленности СССР на полевых аэродромах Толкая и Муханова Кинель-Черкасского района Куйбышевской области. Самолёты полка собирались руками куйбышевских и эвакуированных воронежских рабочих на объединенном авиационном заводе (№ 295 и № 18) (ныне завод Авиакор) и аэродроме Безымянка.

## Командиры полка
- майор Батыгин Иван Терентьевич[5], 24.12.1939 — 01.03.1940
- подполковник Корпусов Василий Алексеевич,	10.1941 — 09.1942

## В составе соединений и объединений
| Дата          | Фронт (округ)               | Армия                               | Корпус                           | Дивизия                                                                     | Примечания              |
| ------------- | --------------------------- | ----------------------------------- | -------------------------------- | --------------------------------------------------------------------------- | ----------------------- |
| 25.11.1936 г. | Московский военный округ    | ВВС Московского военного округа     | 93-я авиационная бригада         |                                                                             |                         |
| 06.10.1937 г. | Китай                       | Народно-освободительная армия Китая |                                  | отдельная авиационная эскадрилья бомбардировщиков                           | составом 3-й эскадрильи |
| 10.11.1938 г. | Московский военный округ    | ВВС Московского военного округа     | 93-я авиационная бригада         |                                                                             |                         |
| 15.11.1939 г. | Ленинградский военный округ | ВВС Ленинградского военного округа  | 9-я армия                        | ВВС 9-й армии                                                               |                         |
| 12.03.1940 г. | Московский военный округ    | ВВС Московского военного округа     | 93-я авиационная бригада         |                                                                             |                         |
| 01.04.1940 г. | Закавказский военный округ  | ВВС Закавказского военного округа   |                                  |                                                                             |                         |
| 01.08.1940 г. | Закавказский военный округ  | ВВС Закавказского военного округа   |                                  | 26-я смешанная авиационная дивизия                                          |                         |
| 01.08.1941 г. | Закавказский фронт          | ВВС Закавказского фронта            |                                  | 26-я бомбардировочная авиационная дивизия                                   |                         |
| 13.10.1941 г. | Отдельные армии             | 56-я отдельная армия                | ВВС 56-й армии                   |                                                                             |                         |
| 29.11.1941 г. | Южный фронт                 | 56-я армия                          | ВВС 56-й армии                   | 74-я смешанная авиационная дивизия (Авиационное соединение полковника Гиль) |                         |
| 11.01.1942 г. | Кавказский фронт            | ВВС Кавказского фронта              |                                  |                                                                             |                         |
| 01.02.1942 г. | Приволжский военный округ   | ВВС Приволжского военного округа    | 1-я запасная авиационная бригада | 5-й запасной авиационный полк                                               |                         |

## Участие в операциях и битвах
- Иранская операция с 25 августа по 17 сентября 1941 года.
- Ростовская оборонительная операция с 5 по 16 ноября 1941 года.
- Ростовская наступательная операция (1941) с 17 ноября по 2 декабря 1941 года.

## Отличившиеся воины
- Боровков Орест Николаевич, капитан, командир авиаэскадрильи бомбардировщиков в составе Национально-революционной армии Китая за мужество и героизм, проявленные при выполнении воинского долга, Указом Президиума Верховного Совета СССР от 22 февраля 1939 года присвоено звание Героя Советского Союза с вручением ордена Ленина. После учреждения знака особого отличия 4 ноября 1939 года была вручена медаль «Золотая Звезда». Медаль № 292.
- Зверев Василий Васильевич, старший лейтенант, командир авиаэскадрильи бомбардировщиков в составе Национально-революционной армии Китая за мужество и героизм, проявленные при выполнении воинского долга, Указом Президиума Верховного Совета СССР от 22 февраля 1939 года присвоено звание Героя Советского Союза с вручением ордена Ленина. После учреждения знака особого отличия 4 ноября 1939 года была вручена медаль «Золотая Звезда». Медаль № 118.
- Крюков Николай Васильевич, капитан, командир эскадрильи полка, Указом Президиума Верховного Совета СССР от 16 сентября 1941 года за образцовое выполнение боевых заданий командования на фронте борьбы с германским фашизмом и проявленные при этом отвагу и геройство присвоено звание Героя Советского Союза с вручением ордена Ленина и медали «Золотая Звезда». Медаль № 535.
- Марченков Марк Николевич, старшина, младший командир, воздушный стрелок-радист авиационной эскадрильи бомбардировщиков в составе Национально-революционной армии Китая за мужество и героизм, проявленные при выполнении воинского долга, Указом Президиума Верховного Совета СССР от 22 февраля 1939 года присвоено звание Героя Советского Союза. Посмертно.
- Селиванов Иван Павлович, капитан, штурман авиаэскадрильи бомбардировщиков в составе Национально-революционной армии Китая за мужество и героизм, проявленные при выполнении воинского долга, Указом Президиума Верховного Совета СССР от 22 февраля 1939 года присвоено звание Героя Советского Союза с вручением ордена Ленина. После учреждения знака особого отличия 7 марта 1940 года была вручена медаль «Золотая Звезда» № 124.

## Книга по истории полка
- Тесемников А. И. Рукопись // 41-й штурмовой авиационный Воронежский Краснознаменный полк – в боях за Воронеж. — Воронеж, 1989. — 10 с.